# العطشانة (معدان)
العطشانة قرية سورية تتبع ناحية معدان في منطقة مركز الرقة في محافظة الرقة. بلغ عدد سكانها 1010 نسمة في عام 2004 حسب إحصاء المكتب المركزي للإحصاء.